# دن بیلی (بازیکن فوتبال)
دن بیلی (انگلیسی: Dan Bailey؛ ۲۶ ژوئن ۱۸۹۳ – ۳ آوریل ۱۹۶۷) بازیکن فوتبال بود.
از باشگاه‌هایی که در آن بازی کرده‌است می‌توان به باشگاه فوتبال چارلتون اتلتیک اشاره کرد.